# Phil Edmonston
Pour les articles homonymes, voir Edmonstone.
Louis-Phillip « Phil » Edmonston, né le 26 mai 1944 à Washington DC aux États-Unis et mort le 2 décembre 2022 au Panama, est un écrivain, journaliste, protecteur du consommateur, rédacteur, homme politique et ancien député fédéral canadien. Il est également citoyen du Canada et des États-Unis.

## Biographie
Il était medic (soldat de premier soins) dans l'armée des États-Unis au Panama de 1961 à 1964 et est diplômé du Canal Zone College. Par la suite, il a immigré à Montréal où il est devenu réputé comme journaliste et protecteur du consommateur.
En 1968 il fonde l'Association pour la protection des automobilistes (APA), organisme sans but lucratif voué à la promotion des intérêts des consommateurs, il publie pendant plus de 30 ans Lemon-Aid, un guide d'achat de véhicules neufs et usagés. 
Il devient député de Chambly pour le Nouveau Parti democratique du Canada lors d'une élection partielle en 1990 après avoir été élu loin devant le candidat libéral Clifford Lincoln. Il ne se représenta pas en 1993. Avant de devenir député, il avait tenté sa chance dans Chambly en 1988 et dans Verchères en 1977.
Il meurt le 2 décembre 2022 dans sa résidence du Panama à 78 ans.